# Arenysaurus
Arenysaurus byl rod menšího hadrosauridního býložravého dinosaura, který žil v období nejpozdnější křídy na území dnešního Španělska (fosilie tohoto hadrosaurida byly objeveny v Pyrenejích). Typový exemplář A. ardevoli byl popsán v roce 2009 skupinou španělských paleontologů, vedených Xavierem Peredou-Suberbiolou.

## Význam a popis
Dle autorů studie se jedná o vůbec nejmladšího známého hadrosaurida z území Evropy. Odhadovaná délka tohoto dinosaura činí pouze 6 metrů a jeho hmotnost 1000 kg, takže šlo o menšího lambeosaurina. Podle jiných odhadů byl však poněkud větší a dosahoval délky kolem 8 metrů.
Výzkum publikovaný na konci roku 2021 ukazuje, že mrtvé tělo jednoho z exemplářů tohoto dinosaura bylo pojídáno osteofágním hmyzem (brouky, pojídajícími kostní tkáň).